# Waterbury (hrabstwo Washington)
Waterbury – wieś w Stanach Zjednoczonych, w stanie Vermont, w hrabstwie Washington.